# Jan Wieczerko
Jan Wieczerko (ur. 1890 w Kosariczach, zm. 1933 w obwodzie mińskim) – kapłan prawosławny, nowomęczennik.
Był synem psalmisty cerkiewnego. Ukończył seminarium duchowne w Mińsku w 1913, dwa lata później uzyskał święcenia kapłańskie w cerkwi Opieki Matki Bożej w Kliwonosach. Został następnie proboszczem parafii. W tej cerkwi pracował do końca życia. W 1928 został zatrzymany pod zarzutem niewpłacenia na czas podatku od organizacji religijnej. W więzieniu spędził dziewięć miesięcy, po czym wrócił do Kliwonosów. 18 marca 1933 został aresztowany ponownie za prowadzenie agitacji antyradzieckiej. W czasie śledztwa kapłan nie przyznawał się do winy. Mimo tego w kwietniu 1933 duchowny został skazany na śmierć i w tym samym roku stracony na terenie obwodu mińskiego.
11 czerwca 1960 został całkowicie zrehabilitowany. 28 października 1999 kanonizowany przez Egzarchat Białoruski Patriarchatu Moskiewskiego jako jeden z Soboru Nowomęczenników Eparchii Mińskiej. Od 2000 jest czczony w całym Rosyjskim Kościele Prawosławnym.